# بردلی بالادز
بردلی بالادز (انگلیسی: Bradlee Baladez؛ زادهٔ ۸ اوت ۱۹۹۱) بازیکن فوتبال اهل ایالات متحده آمریکا است.
از باشگاه‌هایی که در آن بازی کرده‌است می‌توان به اف‌سی دالاس و باشگاه فوتبال فینیکس رایزینگ اشاره کرد.